# عالم مجنون (فلم 1930)
عالم مجنون (بالإنجليزية: This Mad World) هو فيلم أمريكي أنتج عام 1930، من بطولة بازل راثبون، تدور أحداثه حول جاسوس فرنسي في الحرب العالمية الأولى.

## روابط خارجية
- عالم مجنون على موقع IMDb (الإنجليزية)
- عالم مجنون على موقع أول موفي (الإنجليزية)
- عالم مجنون على موقع قاعدة بيانات الفيلم (الإنجليزية)
- عالم مجنون على موقع ليتربوكسد (الإنجليزية)
- عالم مجنون على موقع كينوبويسك (الروسية)